# Distretto di Thénia
Il distretto di Thénia è un distretto della provincia di Boumerdès, in Algeria, con capoluogo Thénia.

## Comuni
Il distretto di Thénia comprende 4 comuni:
- Thénia
- Souk El Had
- Ammal
- Beni Amrane

## Villaggi
- Soumâa